# Нілл Де Паув
Нілл Де Паув (нід. Nill De Pauw, нар. 6 січня 1990, Кіншаса) — бельгійський футболіст конголезького походження, нападник клубу «Антверпен» та національної збірної ДР Конго.
Насамперед відомий виступами за клуби «Локерен», «Генгам» та «Зюлте-Варегем», а також молодіжну збірну Бельгії.

## Клубна кар'єра
Народжений у Заїрі гравець у дитинстві емігрував до Бельгії, де почав займатися футболом в академії клубу «Локерен».
У дорослому футболі дебютував 2008 року виступами за основну команду «Локерена».

## Виступи за збірні
2005 року дебютував у складі юнацької збірної Бельгії, взяв участь у 59 іграх на юнацькому рівні, відзначившись 18 забитими голами.
Протягом 2009–2012 років  залучався до складу молодіжної збірної Бельгії. На молодіжному рівні зіграв у 10 офіційних матчах, забив 1 гол.
| Дата      | Місто       | Господарі    | Результат | Гості    | Турнір           | Голи | Примітки |
| --------- | ----------- | ------------ | --------- | -------- | ---------------- | ---- | -------- |
| 9-10-2020 | Ель-Джадіда | Буркіна-Фасо | 3 – 0     | ДР Конго | товариський матч | -    | 51'      |
| Усього    |             | Матчів       | 1         |          | Голів            | 0    |          |

## Титули та досягнення
- Володар Кубка Бельгії (3):

«Локерен»: 2011-12, 2013-14
«Антверпен»: 2019-20